# Earl Aethelred di Mercia
Etelredo o Æthelred (... – 911) Earl o Ealdorman di Mercia, governò il regno con il titolo di "Signore dei Merciani".
Benché di fatto esercitasse quasi tutti i poteri di un re, nominalmente era soggetto all'autorità del suo potente vicino e alleato, il re del Wessex. Di Aethelred non si conosce l'ascendenza, si ritiene che potesse essere il capo di una fallita invasione in Galles avvenuta nell'881. Poco dopo riconobbe la preminenza di Alfredo il Grande e la loro alleanza venne cementata dal matrimonio di Aethelred con sua figlia Ethelfleda. Nell'886 ottenne il controllo della città di Londra, tradizionalmente era sempre stata una città merciana e tale tornò nonostante avesse subito numerosi danni a causa delle incursioni vichinghe. Nell'892 le razzie ricominciarono ed egli condusse un'armata di merciani, gallesi e uomini del Regno del Wessex nella Battaglia di Buttington che vide la sconfitta dei vichinghi. Egli passò poi i successivi tre anni a combattere con il figlio di Alfredo, Edoardo il Vecchio, fino a che in un punto imprecisato tra l'899 e il 909 la salute di Aethelred cominciò a declinare e il governo passò nelle mani della moglie che rimase al potere anche dopo la morte del marito fino al 918 quando anch'ella morì lasciando il regno alla figlia Aelfwynn che venne spodestata dopo un anno dallo zio Edoardo.

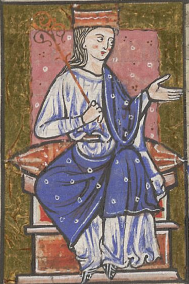
Ethelfleda, moglie di Aethelred

## Il regno di Mercia

L'Inghilterra ai tempi di Aethelred

Nell'VIII secolo il Regno di Mercia era colui che dominava il sud dell'Inghilterra e così rimase fino a che Egberto del Wessex non sconfisse i merciani alla Battaglia di Ellandun, dopo soli cinque anni la Mercia riconquistò la propria indipendenza e dopo di allora i due regni rimasero alleati un fattore che giocò non poco nella resistenza opposta dagli inglesi contro i vichinghi. Il Galles era tradizionalmente sotto il controllo della Mercia e nell'853 Burgred di Mercia chiese l'aiuto di Etelvulfo del Wessex per invadere il Galles onde ripristinare la propria egemonia, quello stesso anno sua figlia Æthelswith (838circa-888) sposò Burgred. Nell'865 la Grande armata danese arrivò nell'Anglia orientale, i locali furono costretti ad accettare la resa e l'anno dopo i vichinghi si inoltrarono verso la Northumbria e dopo averla conquistata posero sul trono un re fantoccio di cui si sa poco, tale Ecgberht di Northumbria. Dopo aver raggiunto Nottingham, nella Mercia, i vichinghi si fermarono per l'inverno 867-868 ed Aethelred venne raggiunto da Etelredo del Wessex, fratello del futuro re Alfredo il Grande, per attaccare i vichinghi anche se alla fine i merciani accondiscesero a un accordo pacifico. Nell'874 Burgred venne espulso dalla Mercia e al suo posto salì al trono Ceolwulf II, gradito agli invasori, la Cronaca anglosassone lo riporta come un re fantoccio, ma gli storici odierni tendono a dissentire poiché sia i merciani che Alfredo lo riconobbero come sovrano. Nell'877 i vichinghi divisero la Mercia, la parte orientale la tennero per loro mentre Ceolwulf ebbe la parte occidentale. I vichinghi diressero quindi le loro attenzioni verso il Wessex lasciando Ceolwulf libero di perseguire la loro rinnovata egemonia sul Galles. L'anno dopo alla Battaglia di Ethandun Alfredo sconfisse i vichinghi e Ceolwulf uccise Rhodri Mawr ap Merfyn sovrano del Regno di Gwynedd. Dopo la scomparsa di Ceolwulf nell'879 la Mercia cadde progressivamente sotto il controllo del Wessex.

## Il re di Mercia
L'ascendenza di Aethelred non è nota e non sembra essere strettamente imparentato con i suoi predecessori anche se il nome sembra suggerire una connessione con i primi sovrani merciani. Aethelred potrebbe essere stato imparentato con il suocero di Alfredo, Æthelred Mucel perché uno dei suoi figli, Æthelwulf, risultava essere presso la corte di Aethelred nel decennio dell'880. Un uomo con il suo nome compare in alcuni documenti datati al decennio dell'860, ma non appare in nessuno dei due documenti ancora esistenti relativi al regno di Ceolwulf. Le liste dei testimoni in calce ai documenti mostrano come il Witan di Aethelred abbia condiviso con il suo predecessore diversi vescovi e almeno due Ealdorman, ma che nessuno dei Thegn di Ceolwulf era rimasto. Secondo alcuni studiosi Aethelred era un Ealdorman proveniente dal sud-ovest della Mercia, regione dove si trovava lo zoccolo duro del suo potere.
Non è chiaro quando Aethelred prese il posto dello scomparso o defunto Ceolwulf, quello che diversi storici ritengono certo è il poterlo identificare con lo stesso uomo che nell'881 guidò un'invasione nel Gwynedd venendo sonoramente sconfitto alla Battaglia di Conwy dal figlio di Rhodri Mawr ap Merfyn, questa sconfitta lo obbligò a dimenticare le sue mire sul regno, ma egli continuò a esercitare il proprio potere su altre regioni come il Glywyssing o il Regno del Gwent. Secondo il biografo di Alfredo, il gallese Asser, fu per il comportamento tirannico di Aethelred che tali regioni si sottimisero al suo sovrano per averne la protezione. Entro l'883 anche Aethelred accettò la sovranità di Alfredo, probabilmente dopo aver constatato che l'influenza del Wessex era ormai impossibile da contrastare. Si ritiene che la "resa" di Aethelred sia avvenuta in quell'anno perché egli fece una cospicua donazione all'abbazia di Berkeley che si trovava, appunto, nelle terre di Alfredo. Da allora in poi egli non agì sempre in sottomissione al sovrano del Wessex, alcuni documenti sono firmati da lui senza menzione alcuna dell'altro re, come nell'occasione di un incontro che si tenne a Princes Risborough, nel Buckinghamshire, quale segno che la Mercia aveva ancora un'estesa influenza.
Dopo la battaglia di Edington dell'878 Alfredo aveva costruito numerosi Burh nel proprio regno per difendersi dai vichinghi e dopo che Aethelred riconobbe la sua autorità vennero costruiti anche in Mercia. Uno di questi fu Worcester dove egli lavorò in accordo con i vescovi usando le mura romane rimaste per difendere la città, entro un paio di generazioni la città non era più un mero centro ecclesiastico, ma uno che accoglieva una variegata popolazione di artigiani. Londra nel tempo venne più volte attaccata e presa dai vichinghi e secondo Asser nell'886 Alfredo la riprese rendendola di nuovo abitabile e quindi affidandone il controllo ad Aethelred. Alcuni storici sono però in disaccordo e credono che la riconquista sia stata dovuta a un'azione militare e che sia poi stata passata ad Aethelred perché Londra era stata, tradizionalmente, sempre nell'orbita merciana ed egli voleva rispettarne la tradizione. Una cosa che sarebbe servita a tenere uniti quegli inglesi che si trovavano fuori dalle terre sotto il controllo vichingo. Alcuni credono che Aethelred ne abbia avuto il controllo perché diede un contributo pratico più cospicuo di quanto le cronache del Wessex vogliano ammettere.
La Londra anglosassone, Lundenwic si trovava a circa un miglio a ovest della romana Londinium, ma la prima non aveva difese e la ricostruzione avvenne entro i resti delle mura romane specialmente nella zona presso il Tamigi ora nota come Queenhithe, all'epoca si chiamava invece Æthelred's Hythe.
Dopo aver ripreso Londra Alfredo ottenne la sottomissione di tutti gli inglesi non, a loro volta, sottomessi ai vichinghi e l'alleanza fra Mercia e Wessex era stata sigillata con le nozze fra Aethelred e la figlia maggiore di Alfredo, Ethelfleda. Il primo documento dove ella appare è dell'887, ma diversi storici ritengono che le nozze vadano datate ad almeno tre o quattro anni prima quando Aethelred aveva accettato la sovranità di Alfredo. È probabile che egli fosse di parecchio più vecchio della moglie e la loro unica figlia conosciuta è Aelfwynn. Nel testamento di Alfredo, redatto in quel decennio, egli lasciava al genero una spada e 100 mancusi.
Nell'892 i vichinghi attaccarono duramente l'Inghilterra orientale ed Aethelred partecipò alla sua difesa, dopo la sconfitta di Hastein, uno dei loro capi Aethelred divenne il padrino di uno dei suoi figli ed Alfredo lo fu per l'altro e questo fece sì che quando sua moglie e i suoi figli caddero in mano inglese poterono tornare da lui. L'anno dopo egli raccolse l'esercito per andare a dar man forte al cognato Edoardo il Vecchio contro i vichinghi a Thorney anche se, in quel caso, furono costretti a retrocedere. In quello stesso anno i vichinghi marciarono dall'Essex attraverso la Mercia fino ai confini con il Galles ed Aethelred li inseguì con un esercito di merciani, gallesi e gente del Wessex fino a sconfiggerli nella Battaglia di Buttington. I vichinghi persero potenza nell'896 ed Alfredo per tutto quel tempo rimase nel West Country per difendere il Devonshire così che i veri protagonisti furono Aethelred ed il cognato Edoardo.
Alla fine del IX secolo la Mercia era governata da tre sotto-Ealdorman, Æthelwulf, zio di Ethelfleda che controllava l'ovest e forse anche la parte centrale, Æthelfrith, padre di Æthelstan, il Mezzo re che governava il sud e l'ovest ed Alhhelm che controllava i confini con i vichinghi. Æthelwulf ed Alhhelm non sono più menzionati dopo l'avvento del X secolo mentre Æthelfrith divenne forse il fidato luogotenente di Ethelfleda che dovette prendere le redini quando la salute di Aethelred iniziò a decadere.
I documenti evidenziano come Aethelred e la moglie abbiano supportato gli ordini religiosi, nell'883 liberarono l'abbazia di Berkeley dall'obbligo del feorm (pagamento in natura dovuto al re) e quattro anni dopo donarono della forza lavoro al convento di Pyrton e con l'avvento del nuovo secolo diedero delle terre al priorato di Wenlock oltre a un calice prezioso in onore della loro antica badessa, Santa Milburga.

## La fine dell'indipendenza merciana
Ad un certo punto del decennio 899-909 la salute di Aethelred declinò bruscamente e il potere passò nelle mani della moglie, alcuni storici datano tale declino al 902 perché dai documenti il nome di Ethelfleda emerge senza quello del marito congiuntamente però al fratello Edoardo. Anche alcuni annali irlandesi chiamati  Three Fragments vanno in questa direzione affermando che Aethelred non aveva più parte attiva nel governo anche se presenziava agli incontri con la moglie, la figlia ed il cognato. Non tutti gli storici sono però di questo avviso, alcuni sostengono che egli si sia limitato a far entrare negli affari la moglie e la figlia e che egli stesso abbia poi trovato la morte nel 910 a seguito delle ferite conseguite in uno scontro con i vichinghi alla Battaglia di Tettenhall.
Secondo Guglielmo di Malmesbury il primogenito di Edoardo, Atelstano d'Inghilterra, venne spedito presso la corte di Aethelred dopo che suo padre si risposò attorno al 900 conclusione che si raggiunge tramite una copia di un documento del 1304 dove emerge che Atelstano fece una donazione al Priorato di St Oswald secondo una promessa che egli aveva stretto con Aethelred. Alla morte di Edoardo nel 924 Atelestano dovette fronteggiare una certa resistenza, ma alla fine la Mercia lo riconobbe come proprio sovrano.
Aethelred morì nel 911, ma Ethelfleda non ebbe in consegna tutti i territori del marito, Londra ed Oxford vennero presi da Edoardo che poco dopo la morte della sorella spodestò la nipote dal trono portando la Mercia sotto il proprio controllo.
Aethelred fu ricordato per aver combattuto numerose battaglie contro i Gallesi, tanto che Brochwael di Gwent si rivolse ad Alfredo per ottenere aiuto contro di lui. Verso la fine della sua vita lasciò che la moglie Ethelfleda esercitasse buona parte dei suoi poteri, e proprio Ethelfleda gli successe quando Aethelred morì dopo la Battaglia di Tettenhall.